# Varca
Varca è una suddivisione dell'India, classificata come census town, di 4.859 abitanti, situata nel distretto di Goa Sud, nello territorio federato di Goa. In base al numero di abitanti la città rientra nella classe VI (meno di 5.000 persone).

## Geografia fisica
La città è situata a 15° 13' 0 N e 73° 55' 0 E al livello del mare.

## Società

### Evoluzione demografica
Al censimento del 2001 la popolazione di Varca assommava a 4.859 persone, delle quali 2.298 maschi e 2.561 femmine. I bambini di età inferiore o uguale ai sei anni assommavano a 501, dei quali 259 maschi e 242 femmine. Infine, coloro che erano in grado di saper almeno leggere e scrivere erano 3.758, dei quali 1.848 maschi e 1.910 femmine.